# Adolf Albrecht Friedländer
Adolf Albrecht Friedländer (ur. 8 sierpnia 1870 w Dornbach, zm. 19 stycznia 1949 w Bad Aussee) – austriacki lekarz neurolog i psychiatra.

## Życiorys
Ukończył studia medyczne na Uniwersytecie Wiedeńskim, tytuł doktora medycyny otrzymał w 1895 roku. Następnie specjalizował się w psychiatrii w Jenie u Binswangera i we Frankfurcie u Sioliego. W 1903 roku otrzymał w Bonn prawo wykonywania zawodu na terenie Prus. Otworzył prywatną klinikę Hohe Mark nieopodal Bad Homburg. W 1910 otrzymał tytuł profesorski. W latach I wojny światowej służył jako lekarz wojskowy w Warszawie, a potem jako konsultujący neurolog na froncie zachodnim. Po wojnie sprzedał klinikę i przeniósł się do zakładu psychiatrycznego w Littenweiler pod Fryburgiem. Od 1936 z powrotem w Austrii, ze względu na żydowskie pochodzenie w 1938 zabroniono mu praktyki. Zmarł w 1949 roku w Bad Aussee.
Był członkiem korespondentem Royal Medico-Psychological Association w Londynie i Société Médico-Psychologique w Paryżu. Z okazji jego 60. urodzin ukazało się jubileuszowe wydanie (Festschrift) „Psychiatrisch-Neurologische Wochenschrift”.
Za sprawą wielu krytycznych prac w środowisku zwolenników psychoanalizy uważany był za jej zaciekłego przeciwnika, chociaż sam Friedländer pisał, że „psychoanaliza jest sama w sobie niezbędna neurologowi i psychiatrze”.

## Wybrane prace
- Der Morphinismus, Kokainismus, Alkoholismus und Saturnismus: mit besonderer Berücksichtigung seiner Heilung und Vorbeugung: für Ärzte Gewerbeinspektoren, Versicherungsgesellschaften. G. Fischer, 1913
- Die Bedeutung der Suggestion im Völkerleben. 1913
- Nerven- und Geisteskrankheiten: im Felde und im Lazarett. Bergmann, 1914
- Medizin und Krieg. Bergmann, 1916
- Wilhelm II: Versuch einer psychologischen Analyse. C. Marhold, 1919
- Die Hypnose und die Hypno-Narkose: fur Medizin-Studierende, praktische und Fachärzte; mit einem Anhang: Die Stellung der medizinischen Psychologie (Psychothérapie) in der Medizin. Enke, 1920
- Eigenes und fremdes zu der Freud’schen psychoanalyse. Barth, 1923
- Medizin und Politik; Kultur- und Wirtschaftspolitik. Enke, 1929
- Telepathie und Hellsehen. Enke, 1930
- Der Wille zur Macht und die Macht des Willens. Enke, 1931